# Каучукова лихоманка

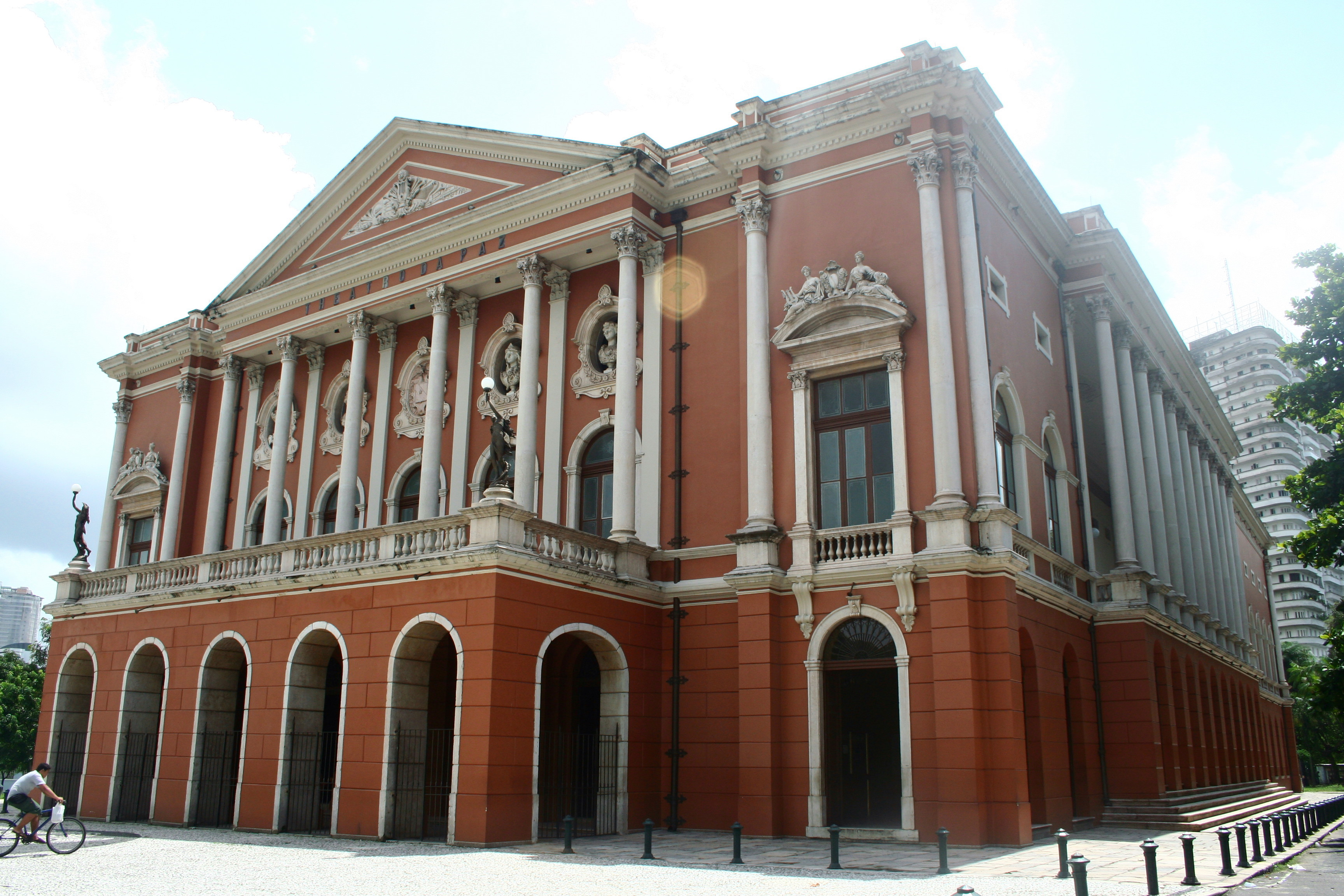
Беленський театр — одна з перших будівель, побудованих на гребені каучукової лихоманки

Каучукова лихоманка (порт. Ciclo da borracha, бразильська португальська: [ˈsiklu da buˈʁaʃɐ]; іспанська Fiebre del caucho, pronounced: [ˈfjeβɾe ðel ˈkawtʃo]) — загальна назва соціально-економічних, а також політичних подій в історії приекваторіальних країн світу наприкінці XIX — початку ХХ століть, пов'язаних з видобутком каучуку.

## Латинська Америка
Перша каучукова «лихоманка» охопила латиноамериканські країни Амазонского басейну між 1879 і 1912 роками. Найбільшу популярність у світі одержала каучукова лихоманка в Бразилії, що ознаменувала собою прекрасну епоху у житті країни. Значною за своїми масштабами і значенням була також каучукова лихоманка в Перу. У меншій мірі їй також були порушені периферійні регіони таких країн як Болівія, Колумбія і Еквадор. Каучук став черговою латиноамериканської монокультурою. Експорт каучукової сировини привів до припливу в ці країни іноземної валюти, однак до 90% виручки витрачалося бразильцями на споживання імпортних товарів (особливо предметів розкоші), а не на зміцнення власних виробництв. На виручку від каучуку були зведені театр Амазонас в Манаусі, а також Залізний будинок у місті Ікітос (Перу). Погана організація роботи, важкі умови праці, поява нових вірусів, що вразили каучуконосні дерева, а також посилення конкуренції з боку Великої Британії, яка прагнула отримувати каучук у своїх екваторіальних колоніях, призвели до спаду виробництва. Бум закінчився майже так само раптово, як і почався. Багато казково багатих плантаторів розорилися, а робітники були кинуті в сельві напризволяще. Тим не менш, каучукова лихоманка дала початок сучасному освоєнню регіону: тоді були закладені нові міста, побудовані залізниці, створені зачатки інфраструктури.

## Азія та Африка
У 1879 р англієць Генрі Уікем контрабандою вивіз близько 40 тис. насінин гевеї в Лондон. До 1914 року великі плантації цього дерева були створені в британській Малайзії, а пізніше в інших екваторіальних країнах Азії та Африки. Завдяки високій щільності плантацій виробництво каучуку було більш вигідним, ніж у Південній Америці. Крім того, в нових країнах були відсутні специфічні грибки, які в Амазонії природним чином регулюють чисельність гевеї.

## Друга фаза латиноамериканської лихоманки
В 1942–1945 рр. профашистська Японія захопила більшість європейських колоній в південно-східній Азії. Промисловість США і Великої Британії гостро потребувала каучуку в роки війни. Тому попит виник навіть на низькоякісну бразильську сировину. У ці роки на виручку від продажу каучуку бразильці звели Беленський Гранд-Готель.